# 펠릭스 산체스
펠릭스 산체스(스페인어: Félix Sánchez, 1977년 8월 30일 ~ )는 도미니카 공화국의 허들 선수로 2004년 아테네 올림픽에서 400m 허들 종목을 우승하여 도미니카 공화국 최초의 올림픽 금메달을 획득하였으며, 2012년 런던 올림픽에서 8년 만에 2연승을 하였다.

## 경력
뉴욕에서 도미니카 공화국 이민자 부모에게 태어난 산체스는 1999년 이래 그 나라를 대표하였다. 샌디에이고의 유니버시티 시티 고등학교를 졸업하였다.
서던캘리포니아 대학교에서 심리학을 전공하면서 1999년 퍼시픽-10 대회의 400m 허들과 올아메리칸 대회 1600m 릴레이를 우승하였다. 2001년과 2004년 사이에 2개의 세계 육상 선수권 대회(2001, 2003)를 포함하여 400m 허들의 43개 경주들을 우승하였다.
2003년 팬아메리칸 게임에서 도미니카 공화국의 첫 금메달을 따면서 400m 허들의 팬아메리칸 기록을 깨기도 하였다. 같은 해 트랙 앤드 필드 뉴스에 의하여 "올해의 육상 선수"로 선정되었다.
아테네 올림픽 우승 후, 산체스는 소맷부리를 국제 육상 경기 연맹에 경매로 주었고, 그 이득은 자선에 기증되었다. 브뤼셀에서 열린 이보 반담 기념 대회에서 소맷부리 없이 달리던 산체스는 다리 부상을 당하여 경기의 절반에서 그만두어야 하였다.
런던 올림픽에서 산체스는 가장 빠른 출전 자격 시간을 배속하여 47.63초의 기록과 함께 결승전을 우승하였다. 그는 400m 허들을 우승하는 데 최연장 선수가 되었으며, 에드윈 모지스와 안젤로 테일러에 이어 세 번째로 첫 우승 후 8년 만에 2연승을 한 선수가 되었다.